# Дальность стрельбы

Ньютоновы кривые полёта снарядов.

Да́льность стрельбы́, Дальность полёта снаряда, Дальность полета — кратчайшее расстояние между точкой вылета и точкой падения (разрыва) снаряда (пули, мины) при стрельбе.

## История
Дальность полёта главным образом зависит от системы оружия и снаряда, причем угол возвышения, соответствующий наибольшей дальность полета, несколько менее 45°. 
При стрельбе по наземным целям различаются дальности стрельбы:
- полная горизонтальная — расстояние от точки вылета до пересечения траектории с горизонтом оружия[3];
- прицельная — расстояние от точки вылета до пересечения траектории с линией прицеливания;
- наклонная — расстояние от точки вылета до точки встречи (цели);
- горизонтальная — проекция наклонной дальности на горизонт оружия,

а также:
- геодезическая (топографическая) — расстояние от орудия до цели, определенное по карте (прибору) или аналитическим способом;
- исчисленная — геодезическая (топографическая) дальность стрельбы с поправками на условия стрельбы;
- мортирная — табличная дальность при углах бросания более 45°;
- пристрелянная — определённая в результате пристрелки; рикошетная табличная дальность при углах падения снаряда (пули) менее 20° и другие.

В процессе стрельбы дальность корректируется изменением угла бросания. Наклонную и горизонтальную дальность стрельбы, на которой сохраняется высокая вероятность поражения цели, при условии, что поражающие свойства снаряда (пули) достаточны для эффективного (надежного) поражения цели, называют действительной или эффективной дальностью.
Дальностью прямого выстрела — наибольшая дальность стрельбы, при которой траектория снаряда на всём своём протяжении не поднимается выше цели.

## Примеры
Например дальность стрельбы была у:
- бомбарды — 400 — 500 шагов[4];
- бомбомёта — не больше одного километра[5];
- полевой мортиры — три версты[6];
- крепостной мортиры — пять вёрст[6];
- береговой мортиры — 8 верст[6];
- некоторых артиллерийских орудий большого калибра горизонтальная дальность могла достигать до 18 вёрст[2];
- некоторых ружей — до четырёх верст[2].
- ЗУ-23: по высоте 1 500 метров, по дальности 2 500  метров.

Например прицельная дальность стрельбы из:
- самозарядного ружья (ПТРС) — 1 500 метров[7];
- однозарядного (ПТРД) — 1 000 метров[7].